# Juan Vallet de Goytisolo
Juan Berchmans Vallet de Goytisolo (Barcelone, 21 février 1917 - Madrid, 25 juin 2011) est un juriste, philosophe du droit, académicien et chercheur espagnol, représentant du courant classique du droit naturel,.

## Biographie
Diplômé en droit, il est notaire à partir de 1942 et exerce à Madrid de 1949 à 1987. En 1962, il fonde la revue Verbo avec Eugenio Vegas Latapié,. Il termine sa thèse de doctorat en 1965 à l'université de Madrid. Il préside l’Union Internationale du Notariat Latin de 1978 à 1980. Il est secrétaire général de l'Académie de législation et de jurisprudence de 1977 à 1992[réf. nécessaire] et son président de 1994 à 1999. Il est correspondant de l'Institut d'Estudis Catalans en 1974. En 1994, il est nommé membre honoraire de l'Académie royale de jurisprudence et de législation de Catalogne et membre correspondant de l´Istituto de Diritto Agrario de Florence. Il est deuxième vice-président de l'Institut d'Espagne, qu'il quitte en 1994. De 1994 à 1999, il est membre du Conseil d'État.

## Distinctions
- Docteur Honoris Causa de l'Union Notariale Argentine (1978)
- Docteur Honoris Causa de l'université Autonome de Barcelone (1984)[5]
- Prix Montesquieu (1986), décerné par l'Académie Montesquieu, Bordeaux
- Prix "Una Vida dedicada al Derecho" (1996), décerné par l'Association des anciens élèves de la Faculté de droit de l' université Complutense
- Membre honoraire de l'Académie sévillane de jurisprudence (1998)
- Docteur Honoris Causa de l'UNED (Université de Cervera) (2009)[6],[2]

### Liens externes
- Notices dans des dictionnaires ou encyclopédies généralistes :   - Diccionario Biográfico Español
  - Gran Enciclopèdia Catalana
- Notices d'autorité :   - VIAF
  - ISNI
  - BnF (données)
  - IdRef
  - LCCN
  - GND
  - Italie
  - CiNii
  - Espagne
  - Pays-Bas
  - Catalogne
  - Portugal
  - WorldCat